# Adam Hendriksen
Adam Egede Tobias Hendriksen (født 30. oktober 1886 i Appat; dødsdato ukendt) var landsrådsmedlem i Grønland.
Adam Hendriksen var søn af fanger David Barnabas Jakob Hendriksen (1859–?) og hustru Lucia Ane Katrine Knudsen (1861–?). Den 25. juli 1909 giftede han sig med jordemoderen Elisabeth Charlotte Karen Rosbach. Adam Hendriksen sad som suppleant for Johan Lange i det nordgrønlandske landsråd i 1916.